# No. 1 School of Military Aeronautics
La No. 1 School of Military Aeronautics est une école d'entraînement créée durant Première Guerre mondiale pour le Royal Flying Corps (RFC). Basée à Reading, en Angleterre, elle est créée en 1915 en tant que collège pour les instructeurs et s'agrandit en 1916 pour devenir une école de formation complète du RFC. En 1917, les cours techniques sont séparées et déplacées vers un aérodrome voisin, Coley Park, sous le nom de School of Technical Training. Toute la formation à l'école se déroule au sol, allant des sujets théoriques à la formation pratique (par exemple, le roulage et l'observation de l'artillerie).

## Histoire
En décembre 1915, le Royal Flying Corps (RFC) réquisitionne des bâtiments appartenant à l'Université de Reading, d'abord dans le but de former des instructeurs de vol. Le 27 octobre 1916, l'école est élargie pour inclure la formation des cadets pilotes et observateurs. Elle est désignée sous le nom de No. 1 School of Military Aeronautics (au même moment, l'école No. 2 est ouverte à Oxford). Le siège de l'école se trouve à Yeomanry House, tandis que la plupart des cours sont dispensés à Wantage Hall (une résidence récemment construite appartenant à l'Université). Les cours pratiques ont lieu à Upper Redlands Road et sur les terrains voisins,.
L'école fournit une formation préliminaire aux cadets et enseigne les aspects théoriques du vol, notamment la lecture de cartes, le tir au canon et la mécanique. Un petit aérodrome est créé à Coley Park, à proximité, vers 1917. Les cours techniques sont séparés de l'école de vol, sous le nom de School of Technical Training, et sont donnés dans une usine de confiture attenante à l'aérodrome. En septembre 1917, la formation technique est élargie et donnée à Halton, bien que Coley Park semble être resté ouvert durant le reste de la guerre.
De nombreux instructeurs sont des vétérans du front occidental. Encore jeunes, ils ont souvent du mal à enseigner aux cadets qui ont le même âge. Pour les observateurs, l'école dispose d'une salle permettant la formation d'observateurs d'artillerie : une carte parsemée de lumières est peinte sur le sol et un fuselage simulé est suspendu au plafond.

## Diplômés notables
- Frank Bickerton (explorateur de l'Antarctique),
- Dudley Clarke (futur officier de déception durant la Seconde Guerre mondiale)[5],
- William Earl Johns (auteur des livres Biggles)[6],
- Edward Mannock (as durant la Première Guerre mondiale).